# Amazing (Tanja)
Amazing (Nederlands: Geweldig) is een single van de Russisch-Estse zangeres Tatjana Mihhailova, beter bekend onder haar artiestennaam Tanja. Het lied is geschreven door Timo Vendt en Mihhailova zelf. Het was de Estse inzending voor het Eurovisiesongfestival 2014 in Kopenhagen, Denemarken. Het lied werd uitgeschakeld in de halve finale.